# Toecorhychia cinerea
Toecorhychia cinerea är en fjärilsart som beskrevs av Butler 1883. Toecorhychia cinerea ingår i släktet Toecorhychia och familjen spinnmalar. Inga underarter finns listade i Catalogue of Life.